# 李华 (北魏)
李華（？—？），字宁夏，赵郡柏人县（今河北省邢台市隆尧县）人，出自赵郡李氏东祖，北魏官员。

## 生平
李華开始担任为羽林中郎、武骑侍郎。太和十八年十一月甲申（494年12月26日），魏孝文帝经过比干墓，亲自为比干撰写吊文，李华也作为82名随祭官之一跟随参与了这次巡视，当时的题名为“武骑侍郎臣赵郡李华”，在所有82名随祭官中排在第66位
。李华后升任步兵校尉，转任直閤将军、武卫将军。李华膂力过人，知兵法有将略，每次跟随征伐，多立有军功。赐爵栾城子，官至定州骠骑长史、辅国将军、中山太守。去世后，朝廷赠予前将军、幽州刺史。

## 其他
王恩荣与自己的妹妹分别嫁给了嫁给李冲的侄子李蕤及李华，举行婚礼前，两人先进入皇宫之中，礼节大致就如同公主、诸王之女出嫁的仪式。冯太后亲自驾临太华殿，让王恩荣与她的妹妹暂时停在婚帐中。王叡与张祐在冯太后身旁陪坐，王叡的亲属、李蕤及李华两家的男女列队站于东西廊下，等到两人上了婚车，冯太后一直送过半路。当时的人私下都说是天子、太后嫁女儿。

## 家庭

### 兄弟姐妹
- 李悦祖，北魏高邑伯
- 李显甫，北魏河北郡太守、平棘子
- 李彦甫
- 李凭，北魏赵郡太守

### 夫人
- 中山王氏，尚书令、镇东大将军、中山宣王王叡之女

### 子女
- 李构，袭爵栾城子，官至通直散骑常侍。卒赠殷州刺史。
- 李敬义，官至司徒长流参军、兼光禄少卿、平北将军、光禄大夫。卒赠本将军、殷州刺史。
- 李叔向，官至徐州铠曹参军，带郭浦戍主。刺史元法僧叛魏，南归梁朝。
- 李幼绪，早亡。
- 李季脩，官至博陵、常山二郡太守。
- 李世干
- 李稚明，兄弟二人不修名行，险暴无礼，为时人轻贱。